# Rolf Edling
Rolf Erik Sören Edling, född 30 november 1943 i Bombay (Indien), är en svensk fäktare. 

## Biografi
Rolf Edling föddes 1943 i indiska Bombay, där hans far arbetade på Asea. Han tillbringade sina första sex år i Indien. Han skickades hem till Sverige för skolgång på Sigtuna internat. Under studietiden i Lund började han med fäktning som han tidigare prövat under Sigtuna-tiden. Från 1964 var Francesco Gargano tränare för Edling.
Edling blev svensk mästare i värja 1969, 1975, 1976 och 1977 och svensk mästare i florett 1967 som representant för LUGI fäktning i Lund. Han blev världsmästare i värja individuellt 1973 och 1974 samt tog silver 1977 och brons 1971. Han har även världsmästartitlar i lag från 1974, 1975 och 1977. 
Edling deltog i fyra olympiska spel – 1968, 1972, 1976 och 1980. Vid dessa blev han individuellt sexa, femma och fyra. Han tog OS-guld i lag-värja i Montréal 1976. För sin seger vid VM i Göteborg 1973 fick Rolf Edling Svenska Dagbladets guldmedalj.
Edling var även Lunds universitets fäktmästare 1976–2008. Privat har han varit tandläkare med egen praktik i Lund.